# Tervasaari (ö i Södra Karelen, Imatra)
Tervasaari är en halvö i Finland. Den ligger i sjön Sarajärvi och i kommunen Ruokolax i den ekonomiska regionen  Imatra ekonomiska region  och landskapet Södra Karelen, i den sydöstra delen av landet, 270 km nordost om huvudstaden Helsingfors.